# فرانسيسكو ترينكاو
فرانسيسكو ترينكاو (بالبرتغالية: Francisco Trincão؛ مواليد 29 ديسمبر 1999) لاعب كرة قدم برتغالي يلعب مهاجمًا لنادي سبورتينغ لشبونة البرتغالي مُعارًا من برشلونة الإسباني، كما يلعب مع منتخب البرتغال.
بدأ ترينكاو مسيرته مع الفريق الرديف لنادي سبورتينغ براغا البرتغالي قبل أن ينضم لفريقهم الأول في عام 2018 ويفوزَ معهم بكأس الدوري البرتغالي 2019–20. وقع مع برشلونة في يناير 2020 مقابل 31 مليون يورو. وأُعير بعد ذلك إلى وولفرهامبتون واندررز و‌سبورتينغ لشبونة.
لعب ترينكاو مع منتخب البرتغال للشباب وفاز معهم ببطولة أوروبا تحت 19 سنة 2018 وكان هدافَ البطولة. ولعب مباراته الأولى مع منتخب البرتغال الأول في 2020.

## مسيرته الكروية

### سبورتينغ براغا
بدء اللعب في سبورتينغ براغا في التاسعة من عمره وتدرج في فئاته العمرية ليلعب في الفريق الأول بعمر السابعة عشر من عمره

### برشلونة
في 31 يناير 2020، أَعلن نادي برشلونة عن ضمِّ ترينكاو، اعتبارًا من 1 يوليو. وقد وقَّعَ عقدًا لمُدة خمس سنواتٍ مُقابل رسوم بقيمة 31 مليون يورو، مع بُند شراء بقيمة 500 مليون يورو.
لعب ترينكاو لأول مرة بألوان البارسا يوم 12 سبتمبر 2020 في مباراة ودية تحضيرية جمعت برشلونة بنادي خيمناستيك طركونة في ملعب يوهان كرويف.

## مسيرته الدولية
لم تسجل له مسيرة دولية معروفة فقط لعب 7 مباريات مع البرتغال الفريق الأول

## الإنجازات
براغا
- كأس البرتغال: 2019–20

برشلونة
- كأس ملك إسبانيا: 2020–21[4]

البرتغال تحت 19
- بطولة أمم أوروبا تحت 19 سنة: 2018

إنجازات فردية
- هداف بطولة أمم أوروبا تحت 19 سنة: 2018

## وصلات خارجية
- فرانسيسكو ترينكاو على موقع الاتحاد الأوربي (الإنجليزية)
- فرانسيسكو ترينكاو على موقع إي إس بي إن إف سي (الإنجليزية)
- فرانسيسكو ترينكاو على موقع قاعدة بيانات كرة القدم.إي يو (الإنجليزية)
- فرانسيسكو ترينكاو على موقع ليكيب (الفرنسية)
- فرانسيسكو ترينكاو على موقع ناشيونال فوتبول تيمز (الإنجليزية)
- فرانسيسكو ترينكاو على موقع Soccerbase.com (لاعب) (الإنجليزية)
- فرانسيسكو ترينكاو على موقع Soccerway.com (الإنجليزية)
- فرانسيسكو ترينكاو على موقع عالم كرة القدم.نت (الإنجليزية)
- فرانسيسكو ترينكاو على موقع AS.com (الإسبانية)